# Крадихино (посёлок, Вологодская область)
Крадихино — посёлок в Кичменгско-Городецком районе Вологодской области.
Входит в состав Енангского сельского поселения (с 1 января 2006 года по 1 апреля 2013 года входил в Верхнеентальское сельское поселение), с точки зрения административно-территориального деления — в Верхнеентальский сельсовет.
Расстояние до районного центра Кичменгского Городка по автодороге составляет 85 км, до центра муниципального образования Нижнего Енангска по прямой — 21 км. Ближайшие населённые пункты — Крадихино, Мичино, Солонихино.
Население по данным переписи 2002 года — 212 человек (103 мужчины, 109 женщин). Преобладающая национальность — русские (95 %).